# Saison 5 de Black-ish
Chronologie
Saison 4 Saison 6
Cet article présente le guide des épisodes de la cinquième saison de la série télévisée américaine Black-ish.

## Généralités
- Aux États-Unis, cette cinquième saison a été diffusée du 16 octobre 2018 au 21 mai 2019 sur le réseau ABC.
- Au Canada, la saison a été diffusée 24 heures après la diffusion américaine sur Citytv.

## Distribution

### Acteurs principaux
- Anthony Anderson : Andre « Dre » Johnson Sr.
- Tracee Ellis Ross : Dr Rainbow « Bow » Johnson
- Laurence Fishburne : Earl « Pops » Johnson
- Marcus Scribner : Andre Johnson Jr.
- Miles Brown : Jack Johnson
- Marsai Martin : Diane Johnson
- Jenifer Lewis : Ruby Johnson
- Deon Cole : Charlie Telphy
- Peter Mackenzie (en) : Leslie Stevens
- Jeff Meacham : Josh

### Acteurs récurrents
- Yara Shahidi : Zoey Johnson

## Épisodes

### Épisode 1: Année sabbatique
- États-Unis : 16 octobre 2018 sur ABC[1]
- Canada : 17 octobre 2018 sur Citytv

- États-Unis : 4,10 millions de téléspectateurs[2] (première diffusion)

### Épisode 2: La fête des voisins
- États-Unis : 23 octobre 2018 sur ABC
- Canada : 24 octobre 2018 sur Citytv

- États-Unis : 3,72 millions de téléspectateurs[3] (première diffusion)

### Épisode 3: Marqués à vie
- États-Unis : 30 octobre 2018 sur ABC
- Canada : 31 octobre 2018 sur Citytv

- États-Unis : 4,22 millions de téléspectateurs[4] (première diffusion)

### Épisode 4: Purple Rain
- États-Unis : 13 novembre 2018 sur ABC
- Canada : 14 novembre 2018 sur Citytv

- États-Unis : 4,04 millions de téléspectateurs[5] (première diffusion)

### Épisode 5: Le bon deuil
- États-Unis : 20 novembre 2018 sur ABC
- Canada : 21 novembre 2018 sur Citytv

- États-Unis : 3,48 millions de téléspectateurs[6] (première diffusion)

### Épisode 6: Le monde du travail
- États-Unis : 27 novembre 2018 sur ABC
- Canada : 28 novembre 2018 sur Citytv

- États-Unis : 3,53 millions de téléspectateurs[7] (première diffusion)

### Épisode 7: La nouvelle copine de Rainbow
- États-Unis : 4 décembre 2018 sur ABC
- Canada : 5 décembre 2018 sur Citytv

- États-Unis : 3,54 millions de téléspectateurs[8] (première diffusion)

### Épisode 8: La toile de Noël
- États-Unis : 11 décembre 2018 sur ABC
- Canada : 12 décembre 2018 sur Citytv

- États-Unis : 3,54 millions de téléspectateurs[9] (première diffusion)

### Épisode 9: Les joies du camping
- États-Unis : 8 janvier 2019 sur ABC
- Canada : 9 janvier 2019 sur Citytv

- États-Unis : 3,43 millions de téléspectateurs[10] (première diffusion)

### Épisode 10: Les Noirs comme nous
- États-Unis : 15 janvier 2019 sur ABC
- Canada : 16 janvier 2019 sur Citytv

- États-Unis : 3,43 millions de téléspectateurs[11] (première diffusion)

### Épisode 11: Valse en La mineur
- États-Unis : 22 janvier 2019 sur ABC
- Canada : 23 janvier 2019 sur Citytv

- États-Unis : 5,51 millions de téléspectateurs[12] (première diffusion)

### Épisode 12: Les temps changent
- États-Unis : 12 février 2019 sur ABC
- Canada : 13 février 2019 sur Citytv

- États-Unis : 3,11 millions de téléspectateurs[13] (première diffusion)

### Épisode 13: La pub de père en fils
- États-Unis : 19 février 2019 sur ABC
- Canada : 20 février 2019 sur Citytv

- États-Unis : 2,88 millions de téléspectateurs[14] (première diffusion)

### Épisode 14: Le Mois de l'Histoire Afro-américaine
- États-Unis : 26 février 2019 sur ABC
- Canada : 27 février 2019 sur Citytv

- États-Unis : 3,10 millions de téléspectateurs[15] (première diffusion)

### Épisode 15: Le gamin de Compton
- États-Unis : 19 mars 2019 sur ABC
- Canada : 20 mars 2019 sur Citytv

- États-Unis : 2,72 millions de téléspectateurs[16] (première diffusion)

### Épisode 16: Le pardon
- États-Unis : 26 mars 2019 sur ABC
- Canada : 27 mars 2019 sur Citytv

- États-Unis : 2,75 millions de téléspectateurs[17] (première diffusion)

### Épisode 17: Dre, ce mentor
- États-Unis : 2 avril 2019 sur ABC
- Canada : 3 avril 2019 sur Citytv

- États-Unis : 2,73 millions de téléspectateurs[18] (première diffusion)

### Épisode 18: Andre Johnson est une bonne personne
- États-Unis : 9 avril 2019 sur ABC
- Canada : 10 avril 2019 sur Citytv

- États-Unis : 2,83 millions de téléspectateurs[19] (première diffusion)

### Épisode 19: Sous surveillance
- États-Unis : 16 avril 2019 sur ABC
- Canada : 17 avril 2019 sur Citytv

- États-Unis : 3,49 millions de téléspectateurs[20] (première diffusion)

### Épisode 20: Peur du quartier
- États-Unis : 23 avril 2019 sur ABC
- Canada : 24 avril 2019 sur Citytv

- États-Unis : 3,17 millions de téléspectateurs[21] (première diffusion)

### Épisode 21: Pour l'amour du sport
- États-Unis : 30 avril 2019 sur ABC
- Canada : 1er mai 2019 sur Citytv

- États-Unis : 2,84 millions de téléspectateurs[22] (première diffusion)

### Épisode 22: Angoisse parentale
- États-Unis : 14 mai 2019 sur ABC
- Canada : 15 mai 2019 sur Citytv

- États-Unis : 2,77 millions de téléspectateurs[23] (première diffusion)

### Épisode 23: Relativement adulte
- États-Unis : 21 mai 2019 sur ABC
- Canada : 22 mai 2019 sur Citytv

- États-Unis : 2,92 millions de téléspectateurs[24] (première diffusion)